# Norwegian Encore
Norwegian Encore es un 5 anos crucero de clase Breakaway Plus operado por Norwegian Cruise Line (NCL). Es el cuarto barco de la clase Breakaway Plus en la flota, después de los barcos gemelos Norwegian Bliss, Norwegian Escape y Norwegian Joy, y debutó en noviembre de 2019.

## Historia

### Construcción y entrega

#### Planificación y construcción

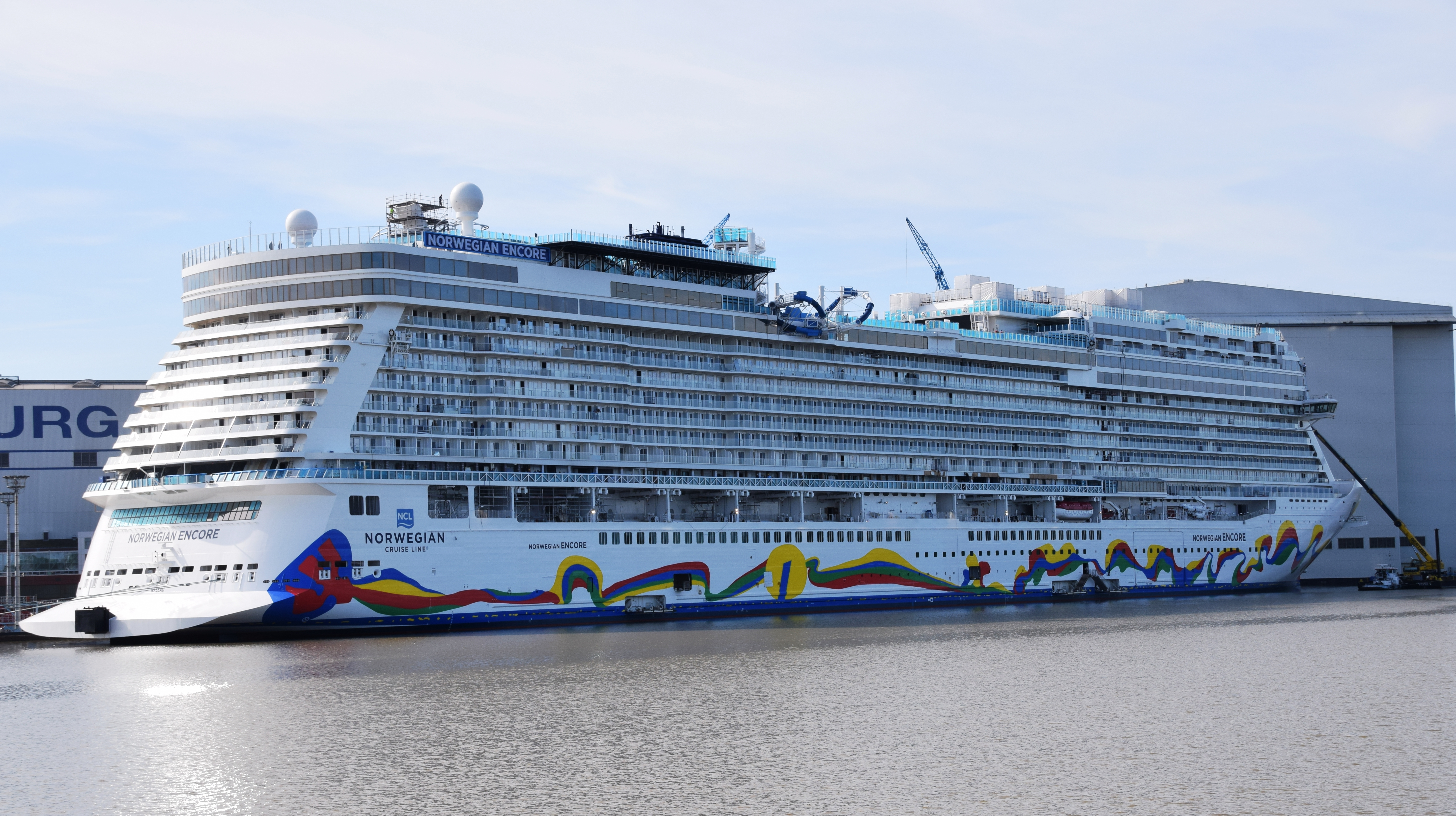
Norwegian Encore en Meyer Werft, agosto 2019.

El 14 de julio de 2014, NCL anunció que había llegado a un acuerdo con Meyer Werft por un pedido de 1.600 millones de euros de dos nuevos barcos de la clase Breakaway Plus, cuya entrega estaba prevista para 2018 y 2019, respectivamente. Se estimó inicialmente que cada barco tenía aproximadamente 164.600  GT y 4.200 literas para pasajeros.
En febrero de 2017, se anunció que el barco programado para la entrega en 2019 estaría diseñado para el mercado chino, al igual que su barco hermano, el Norwegian Joy. Sin embargo, en enero de 2018, se anunció más tarde que el barco estaría diseñado para el mercado occidental como su otro barco hermano, el Norwegian Bliss.
La construcción comenzó con el corte de acero del barco el 31 de enero de 2018, el día en que su nombre también se anunció como Norwegian Encore. Su ceremonia de colocación de la quilla se realizó el 28 de noviembre de 2018, acompañada de una actuación del musical Kinky Boots.
La flotación del Norwegian Encore fue el 17 de agosto de 2019 y el barco fue remolcado desde el muelle del edificio para recibir su revestimiento de embudo y equipamiento adicional. El barco comenzó su transporte programado a lo largo del Ems hacia el Eemshaven para sus pruebas en el mar el 30 de septiembre de 2019 y lo completó el 1 de octubre.

#### Entrega y bautizo
Norwegian Encore se entregó a NCL el 30 de octubre de 2019 en Bremerhaven.
Andy Stuart, entonces presidente y CEO de NCL, anunció en The Kelly Clarkson Show el 10 de septiembre de 2019 que Kelly Clarkson sería la madrina del Norwegian Encore. Clarkson actuó en la ceremonia de bautizo y nombró oficialmente al barco el 21 de noviembre de 2019 en Miami antes del debut del barco en el Caribe el 24 de noviembre.

#### Despliegues y carrera operativa
El Norwegian Encore estaba programado para embarcarse en Nueva York en el verano de 2020 para navegar a las Bermudas, las Marítimas y Nueva Inglaterra , antes de regresar a Miami en el invierno de 2020 para cruzar el Caribe Occidental. En la primavera de 2021, se esperaba que hiciera su primer tránsito completo del Canal de Panamá para ser desplegado en Seattle para su primera temporada de verano en Alaska.

## Diseños y especificaciones

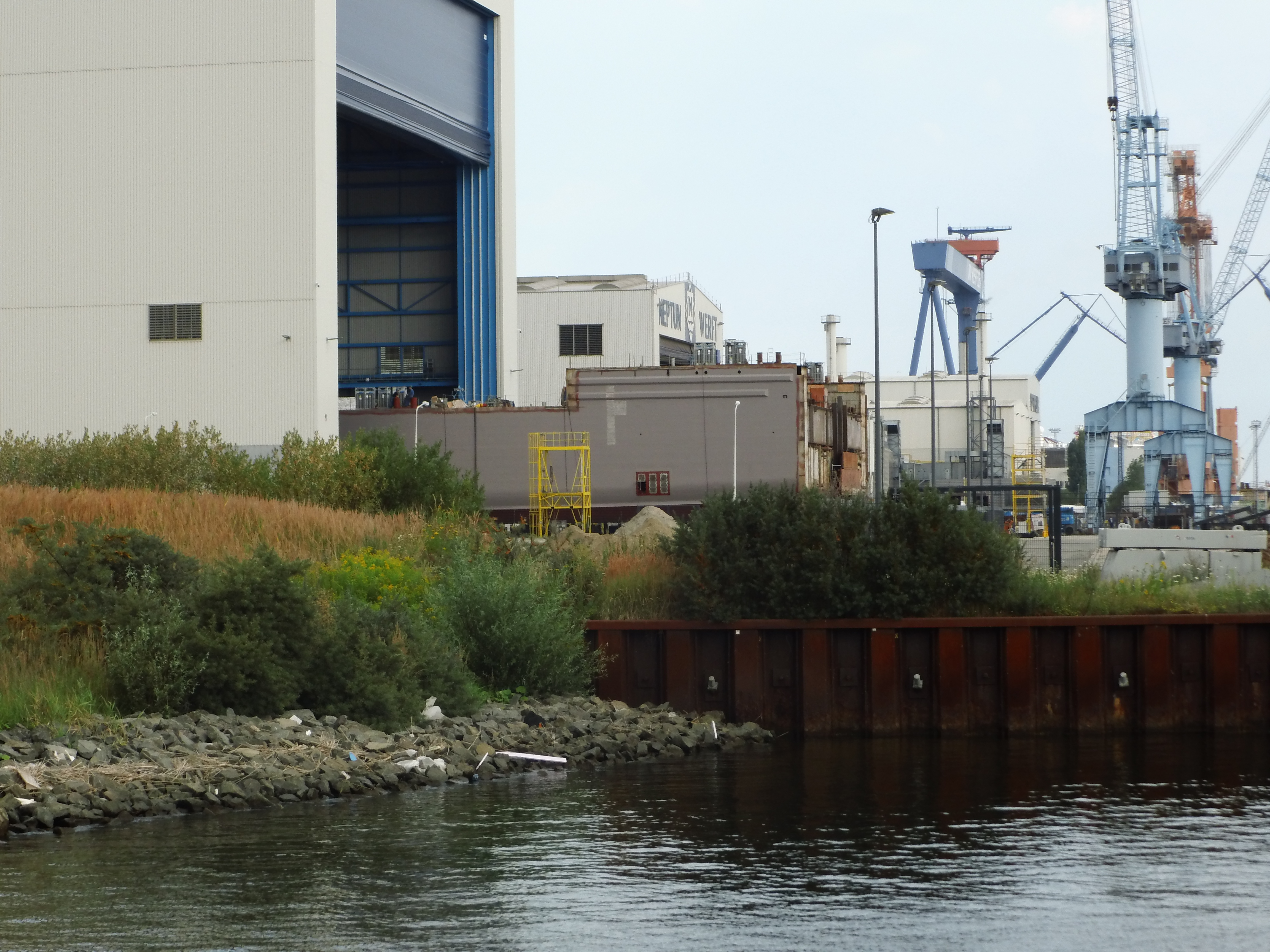
Norwegian Encore en construcción.

El Norwegian Encore tiene una longitud total de 333,5 m (1.094 pies), una viga moldeada de 41,50 m (136,2 pies) y un calado máximo de 9,00 m (29,53 pies). El barco tiene un arqueo bruto de 169,116 GT y un peso muerto de 11,700  DWT . El Norwegian Encore tiene 20 cubiertas, 2,043 camarotes y capacidad para 4,004 pasajeros en ocupación doble.
Norwegian Encore tiene cinco motores principales con una potencia de salida total de 102,900 hp (76,7 MW). El buque tiene dos MAN B&W 14V48 / 60CR, cada uno con una potencia de 22,520 hp (16.79 MW) y tres MAN B&W 12V48 / 60CR, cada uno con una potencia de 19,300 hp (14.4 MW). El sistema de propulsión son dos unidades ABB Azipod XO con una potencia total de 40 MW, lo que permite una velocidad de servicio de 22,5 kts, mientras que la velocidad máxima durante las pruebas supera los 25,0 kts. Los motores están equipados con depuradores y un sistema de recuperación de calor para mejorar la eficiencia energética.